# Chi Bách bộ
Stemona là một chi thực vật có hoa trong họ Stemonaceae.